# Шаблон поиска
Шаблон поиска (англ. wildcard pattern, glob pattern) — метод описания поискового запроса с использованием метасимволов (символов-джокеров).

## Шаблоны в командных оболочках
Чаще всего употребляются два символа — для замены любой строки символов звёздочка (*) и для замены любого одиночного символа знак вопроса (?).
При этом * может означать и пустую строку (отсутствие символов). Так например, одиноко стоящая звезда — это шаблон, к которому подходят все файлы каталогов, в которых осуществляется поиск по данному шаблону. Использование шаблона *.html позволит выделить все html-файлы, а шаблона my*.odt — файлы начинающиеся с «my» и оканчивающиеся на «.odt». Шаблон *2010* определяет все файлы, в именах которых присутствует группа символов 2010.
Знаком вопроса (?) в шаблоне обозначают любой одиночный символ. Например, под шаблон otchet.??? подойдут файлы имеющие любое расширение из трех букв, но начинающиеся именно так, как задано в шаблоне. Вариант записи descrip?ion.pdf найдет файлы с заданными именем, но вместо знака вопроса может быть любой символ (например, s или t). Очевидно, что задание шаблонов с помощью знака вопроса используется реже, чем использование звездочки.
Предусмотрены и более сложные правила записи шаблонов. Так, использование
квадратных скобок ([ ]) со списком возможных значений позволяет осуществлять более гибкий поиск файлов. Пусть требуется найти все файлы, имена которых начинаются с буквы m, при этом требуется не учитывать регистр. Тогда шаблон будет выглядеть так: [mM]*. Если требуется одновременно найти файлы, начинающиеся на буквы, идущие подряд в
алфавите, то можно задать диапазон. Например, под шаблон [m-pM-P]???.png подойдут все файлы с расширением png, имена которых состоят из четырех букв, причем первая буква m или n или o или p без учёта регистра.
Примеры команд на языке POSIX (Bourne) shell:
```
cat
 * >concat	# Конкатенирует все файлы в текущем каталоге в один
```

```
 
rm
 *.???	# Удаляет все файлы в текущем каталоге, имеющие расширение из трех символов
```

## Шаблоны в СУБД
В программах управления базами данных, например SQL, вместо * используется знак процента %, вместо ? знак подчёркивания _. В Microsoft Access, точнее, в их скриптовых языках, символы-джокеры могут быть использованы в выражениях «LIKE».

## Пример шаблонов
| Шаблон      | Соответствие                       |
| ----------- | ---------------------------------- |
| boo?.tmp    | book.tmp, boot.tmp, boo1.tmp и др. |
| boo[tk].tmp | boot.tmp и book.tmp                |
| b*t.t?p     | boot.tep, bat.tmp, bt.tnp и др.    |
| [a-c]3.bat  | a3.bat, b3.bat и c3.bat            |

## Регулярные выражения
В регулярных выражениях концепция символов-джокеров получила дальнейшее развитие. В них есть специальные обозначения не только для одного («.») и любого количества (квантификатор «*») символов, но и различных классов символов (например, пустые символы «\s»), альтернативных выражений ("|") и многое другое.

## Назначение шаблонов
Иногда при работе с файлами необходимо или возможно указывать только часть их имени или расширения. Это делается, например, для того, чтобы в параметрах программы не называть полностью имена всех файлов, над которыми производится операция, а выделить их в группу по какому-нибудь признаку (заметим, что некоторые программы работают не с единичными файлами, а с группой). Также бывает необходимо найти файл или файлы, у которых неизвестны полное имя и/или расширения. Для этих целей используют так называемые шаблоны.
Командные оболочки Linux (shell, bash и др.), а также различные языки
программирования позволяют выделять (искать) из множества имен файлов и каталогов определенные группы посредством использования так называемых шаблонов имен файлов. С шаблоном командная оболочка сравнивает очередной файл, и если он «вписался» в этот шаблон, то будет учтен, если нет — то будет пропущен. Грубо, шаблон можно сравнить с некой коробкой, в которую влезет не каждый предмет и не только из-за размеров, но и из-за несовпадения изгибов коробки и предмета.
В оболочке bash шаблоны используются совместно со многими командами. Например, ls (просмотр каталогов), cp (копирование файлов), find (поиск файлов) и др. Однако командам передается не шаблон, а уже подошедший под него файл (группа файлов). Определением подходящих под шаблон объектов занимается сама командная оболочка.